# Exes
Exes – piosenka kanadyjskiej piosenkarki i autorki tekstów Tate McRae z jej drugiego albumu studyjnego Think Later (2023). Została wydana 17 listopada 2023 r. przez RCA Records jako drugi i ostatni singiel z albumu. Piosenka znalazła się w pierwszej dziesiątce w Kanadzie, a także na 23. miejscu na liście Billboard Global 200.

## Tło i kompozycja
„Exes” był ostatnią piosenką napisaną dla Think Later. Kiedy McRae tworzyła listę utworów na album z Ryanem Tedderem, zasugerował, aby napisali piosenkę razem ze Spry w ciągu 30 minut. Rezultatem ich sesji był „Exes”, który został „w pełni wyprodukowany i zgrał wokal” w ciągu 90 minut. Następnie piosenka została wybrana jako kolejny singiel z albumu. McRae opisała proces jako „najbardziej Think Laterową rzecz, jaką kiedykolwiek mogliśmy zrobić”. „Exes” został opisany jako piosenka pop R&B, i trap.

## Promocja
14 listopada 2023 r. McRae potwierdziła wydanie „Exes” na swoim Instagramie i TikToku. Post z ogłoszeniem na Instagramie został opatrzony podpisem „całusy dla mojego xx”, podczas gdy wcześniej kilka dni wcześniej zapowiadała piosenkę w filmie TikTok.
McRae wykonała „Exes” w odcinku The Tonight Show Starring Jimmy Fallon 12 grudnia 2023 r. Włączyła również „Exes” do swoich setów podczas edycji Jingle Bell Ball 2023 i edycji NHL All-Star Game 2024.

## Teledysk
Teledysk został nakręcony siedem dni po napisaniu piosenki. Reżyserką była Aerin Moreno, a choreografią Sean Bankhead. Zainspirowana takimi artystkami jak Britney Spears i Christina Aguilera, McRae chciała, aby choreografia odgrywała w teledysku ważną rolę. Pokazuje ją tańczącą z grupą tancerek w zniszczonym rodeo. McRae wyjawiła w wywiadzie dla W, że podczas kręcenia teledysku miała reakcję alergiczną z powodu stosów siana używanych w tle.